# Чувичи
Чувичи́ — село в Хворостянском районе Самарской области в составе сельского поселения Хворостянка.

## География
Находится на расстоянии примерно 12 километров по прямой на юг от районного центра села Хворостянка.

## История
Село основано в 1790 году молоканами из Саратовской губернии. Затем подселились переселенцы из Тамбовской и Тверской губерний. Дмитриевская церковь была построена в 1859 году. В том же году было 166 дворов и 1200 жителей. В 1889 году было уже 244 двора, 1597 жителей.

## Население
Постоянное население составляло 359 человек (русские 84 %) в 2002 году, 310 в 2010 году.